# Odoxa
Odoxa est une entreprise de sondages française, créée en août 2014 par Gaël Sliman et par Céline Bracq. Odoxa réalise des études d'opinion, de santé publique, de climat social, corporate ou d'image des entreprises,.